# Marsholm
Marsholm är ett naturreservat i Ljungby kommun i Kronobergs län.
Området är skyddat sedan 1983 och omfattar 393 hektar naturskog och lövskog. 315 hektar utgör vatten och 78 hektar landareal. I nordöst gränsar det till naturreservatet Ramsås huvud, i norr till Vedåsa, i söder till Höö. Marsholm är således ett av flera naturreservat i anslutning till sjön Möckeln sydöst om Ljungby.

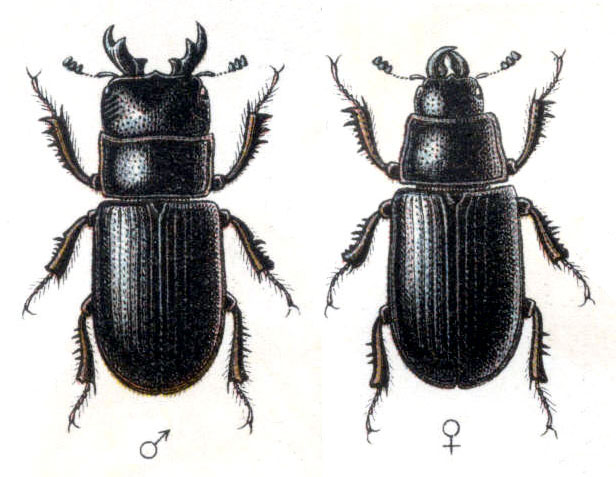
Svartoxen är en av flera ovanliga arter som förekommer i naturreservatet Marsholm.

Marsholm är den största ön i Möckeln. Den har broförbindelse med fastlandet. Inom södra delen av reservatet ligger öarna Skälsö, Skallö och Sandören samt ett antal småöar och skär. Huvudön Marsholm domineras av gran. Strandskogarna som uppkommit efter sjöns sänkning på 1860-talet domineras av lövträd. I denna blandskog trivs sällsynta insekter och olika hackspettsarter. Här finns även den hotade skalbaggen svartoxe.
Inom området häckar storlom, fiskgjuse, häger, grågås och fisktärna. Det är även en rastlokal för storskrake, sångsvan och havsörn.